# Sideridis desperata
Sideridis desperata là một loài bướm đêm trong họ Noctuidae.